# Štrpce
Štrpce (in albanese Shtërpcë; in serbo Штрпце?, Štrpce) è una città del Kosovo, nel distretto di Ferizaj.

## Geografia antropica

### Suddivisioni amministrative
La municipalità si divide nei seguenti villaggi:
Berevce, Brezovica, Brod, Viča, Vrbeštica, Gornja Bitinja, Gotovuša, Donja Bitinja, Drajkovce, Ižance, Jažince, Koštanjevo, Sevce, Sušiće, Firaja e Štrpce.

## Società

### Evoluzione demografica
| Composizione etnica |          |   |       |   |        |   |          |   |      |   |         |   |          |   |        |   |        |
| Anno/Etnia          | Albanesi | % | Serbi | % | Turchi | % | Bosniaci | % | Roma | % | Ashkali | % | Egiziani | % | Gorani | % | Totale |
| 2011                | 3 757    |   | 3 148 |   | 0      |   | 2        |   | 24   |   | 1       |   | 0        |   | 0      |   | 6 949  |